# Eutettix spinus
Eutettix spinus är en insektsart som beskrevs av Delong och Harlan 1968. Eutettix spinus ingår i släktet Eutettix och familjen dvärgstritar. Inga underarter finns listade i Catalogue of Life.